# Omotola Jalade Ekeinde
Omotola Jalade Ekeinde (Omotola Jalade, 7 de febrero de 1978) es una actriz, cantante y ex modelo nigeriana. En el año 2013, fue incluida en la lista de las 100 personas más influyentes del mundo de la revista Time junto con Michelle Obama, Beyoncé y Kate Middleton.

## Carrera
Desde su debut en el ambiente de Nollywood en 1995, la actriz ha aparecido en cerca de 300 películas.
Como cantante ha grabado dos álbumes de estudio hasta la fecha, GBA y Me, Myself, and Eyes. En el 2014 fue nombrada por el gobierno nigeriano como Miembro de la Orden de la República Federal por sus contribuciones a la industria cinematográfica de Nigeria.

## Filmografía destacada
| Título                        | Año  | Papel              | Notas                                          |
| Venom of Justice              | 1995 |                    |                                                |
| Mortal Inheritance            | 1996 |                    |                                                |
| Scores to Settle              | 1998 |                    |                                                |
| Lost Kingdom                  | 1999 |                    |                                                |
| Kosorogun                     | 2002 |                    |                                                |
| When Love Dies                | 2003 | Mary               |                                                |
| Under Fire                    | 2003 |                    |                                                |
| The Outsider                  | 2003 |                    |                                                |
| Rescue                        | 2003 |                    |                                                |
| Blood Sisters                 | 2003 |                    | con Genevieve Nnaji                            |
| Royal Family                  | 2004 |                    |                                                |
| Die Another Day               | 2004 | Reina              |                                                |
| A Kiss from Rose              | 2004 |                    |                                                |
| Games Women Play              | 2005 |                    |                                                |
| Brave Heart                   | 2005 |                    |                                                |
| The Revelation                | 2007 |                    |                                                |
| Sand in My Shoes              | 2007 |                    |                                                |
| Careless Soul                 | 2007 |                    |                                                |
| Yankee Girls                  | 2008 |                    |                                                |
| Temple of Justice             | 2008 |                    |                                                |
| My Last Ambition              | 2009 | Amanda             |                                                |
| Ije: The Journey              | 2010 | Anya Opara Michino | con Genevieve Nnaji, Odalys Garcia, Ulrich Que |
| A Private Storm               | 2010 | Gina               | con Ramsey Nouah, Ufuoma Ejenobor, John Dumelo |
| Ties That Bind                | 2011 |                    | con Ama K. Abebrese, Kimberly Elise            |
| Last Flight to Abuja          | 2012 | Suzie              | con Hakeem Kae-Kazim, Jim Iyke, Jide Kosoko    |
| Amina                         | 2012 | Amina              |                                                |
| Hit The Floor                 | 2013 | Omotola            |                                                |
| Blood on the Lagoon           | 2014 |                    |                                                |
| My Only Inheritance           |      |                    |                                                |
| Alter Ego                     | 2017 | Ada Igwe           | con Wale Ojo y Kunle Remi                      |
| The Island                    | 2017 | Tokunbo Bowe Cole  |                                                |
| The Tribunal                  | 2017 |                    |                                                |
| Hit the Floor                 | 2018 |                    | Serie de televisión                            |
| Rattlesnake: The Ahanna Story | 2020 | Maimuna Atafo      |                                                |
| Lockdown                      | 2021 |                    |                                                |

## Discografía
- GBA (2005)
- Me, Myself, and Eyes (2010)